# Betriebsferien
Als Betriebsferien wird die Zeit bezeichnet, in der der Arbeitgeber eines Unternehmens einheitlichen Urlaub für alle oder einen Teil der Mitarbeiter festsetzt. Bei  Fabriken werden sie auch als Werksferien bezeichnet.
Meist wird das Unternehmen während der Betriebsferien zeitlich befristet stillgelegt. In der Regel dauern Betriebsferien zwei oder drei Wochen an. Bisweilen geht es auch um einzelne Tage, z. B. zwischen Weihnachten und Neujahr, insbesondere um Strom und Heizkosten zu sparen sowie Überstundenguthaben und Resturlaubsansprüche, die sonst zum Jahresende bilanziert werden müssten, zu verringern.
Ziel des einheitlichen Urlaubs für alle Mitarbeiter eines Betriebs ist es, dass die Produktion geschlossen stillgelegt werden kann. Daraus resultiert, dass die restliche Urlaubszeit für die Arbeitnehmer im Jahr so gering ist, dass ein Produktionsausfall durch Urlaub von wichtigen Mitarbeitern ausgeschlossen ist. In der Automobilindustrie dienen sie im Rahmen der Modellpflege dazu, die Fließbandfertigung umzustellen oder Instandhaltungsmaßnahmen vorzunehmen.
In Deutschland sind laut Bundesurlaubsgesetz bei der Festlegung des Urlaubs die Wünsche des Arbeitnehmers zu berücksichtigen, es sei denn, dass ihrer Berücksichtigung dringende betriebliche Belange entgegenstehen. Die Zeit und Dauer der Betriebsferien werden vom Arbeitgeber oder Chef des Unternehmens festgelegt, wobei dem Betriebsrat, sofern vorhanden, ein Mitbestimmungsrecht zusteht. Gleiches gilt im öffentlichen Dienst für die Beteiligung des Personalrates. Bei der Wahl des Zeitraums der Betriebsferien müssen die Anliegen der Arbeitnehmer berücksichtigt werden. Allerdings haben einzelne Arbeiter kaum Einspruchsmöglichkeiten. Laut Urteil des Bundesarbeitsgerichts von 1981 gilt es als angemessen, wenn drei Fünftel des Gesamturlaubs von Betriebsferien eingenommen werden.